# Ivana Franciska de Chantal
Sveta Ivana Franciska de Chantal (fra. Jeanne-Françoise Frémyot, baronne de Chantal) (Dijon, 23. siječnja 1572. – Moulins, 13. prosinca 1641.) - francuska svetica, časna sestra, suosnivačica reda Sestara pohoda Marijina, franjevačka trećoredka, starija sestra nadbiskupa Bourgesa, André Fremyota
Rođena je 23. siječnja 1572. u Dijonu u Francuskoj. Njen otac Bénigne Frémyot bio je predsjednik burgundskog parlamenta. Kad je imala dvije i pol godine, njena majka Margaret de Berbisey umrla je, dok je rađala mlađeg brata Andréa, koji će kasnije postati nadbiskupa Bourgesa. Ivana je odrasla pod budnim okom dadilje. Stekla je temeljito obrazovanje primjereno svom podrijetlu. Bila je lijepa i ugledna djevojka.
Kada je imala 20 godina, 1592. godine, udala se za baruna Christophe de Rabutina Chantala, s kojim je imala šestero djece. Prvo dvoje djece umrlo joj je ubrzo nakon poroda. Kada joj je preminula starija sestra Margaret, brinula je i o njeno troje djece. Kad je njezin suprug, barun de Chantal, 1601. poginuo u nesreći u lovu, imala je 28 godina te se preselila s djecom kod svog oca u Dijon.  Odlučila je, da se više neće udavati i predano je odgajala djecu i služila Bogu. Oprostila je čovjeku, koji je nehotice ubio njenog muža u lovu i postala kuma njegovom djetetu.
Za vrijeme korizme 1604. upoznala je sv. Franjo Saleškoga, koji je odmah postao njezin duhovnik i prijatelj. Slijedeći njegov primjer, Ivana je promijenila svoj prestrogi način života i prihvatila salezijanski model, koji se sastoji u tome da se sve čini za Boga i osjeća njegovu stalnu prisutnost. Njena kćer Marie-Aimée udala se za Franjinog mlađeg brata Bernarda. U slobodno vrijeme počela je služiti bolesnima i siromašnima. Tri godine kasnije, sv. Franjo Saleški predstavio joj je svoj projekt osnivanja redovničke zajednice. 
Godine 1610. Ivana je napustila Dijon, otišla u Annecy, gdje je zajedno sa sv. Franjom Saleškim, osnovala prvi samostan nove kongregacije - Sestara pohoda Marijina i sama postala redovnica. Želja sv. Franje Saleškoga bila je, da redovnice ne budu strogo zatvorene u samostanu, nego da se posvete brizi oko bolesnika, siromašnih i zatvorenika. To nije odobreno, pa su redovnice preuzele odgoj ženske mladeži. U samostan su se primale i redovnice, koje zbog dobi, zdravlja ili drugih razloga nisu primljene u druge redovničke zajednice.
Nekoć brižna majka i žena postala je sada Franciska odlična poglavarica i duhovna majka redovnicama. S dubokim mističnim životom znala je združiti rad za dobro bližnjega. Od njezinih pisanih djela glasovita su njezina pisma, koja je pisala sv. Franji Saleškom. Ivana je od 1610. do svoje smrti uspjela uspostaviti 87 samostana Sestara pohoda Marijina. Poticala je lokalnu vlast na ulaganje što većeg truda i brige za žrtve kuge i stavila je sva samostanska sredstva na raspolaganje bolesnima.
Najpoznatija redovnica ovoga Reda bila je sv. Margareta Marija Alacoque preko koje se proširila pobožnost prema Presvetom Srcu Isusovu. Sedmero časnih sestara reda Sestara pohoda Marijina iz Španjolske proglašeno je blaženima, jer su bile mučenice u Španjolskom građanskom ratu. Sestre pohoda Marijina djeluju i u Hrvatskoj. U Zagreb su došle 1. rujna 1947. godine na poziv biskupa Josipa Lacha te su preuzele brigu za Dom Božje providnosti i kapelu Corpus Domini (u Mošćeničkoj ulici na Trešnjevki).
Ivana Franciska de Chantal umrla je putujući u Moulins 13. prosinca 1641. godine.
Papa Benedikt XIV. proglasio ju je blaženom 21. studenog 1751. godine, a papa Klement XIII. proglasio ju je svetom 16. srpnja 1767. godine.

## Galerija
- Ivana Franciska kao barunica de Chantal
- Medalje sv. Franje Saleškog i sv. Ivane Franciske de Chantal
- Ivana Franciska kao redovnica
- Detalj njenoga groba u Bazilici Pohođenja u Annecyju.